# Rock Steady Crew
O Rock Steady Crew (RSC) foi um equipe/crew de breakdance criando em 1979, no burgo do Bronx (Nova Iorque), inicialmente formado pelos b-boys Jimmy D e Jojo. Nos anos seguintes, A RSC tornou-se uma companhia/escola. Considerada a maior do mundo com vários membros.

## Discografia

### Álbuns
- "Ready For Battle" (1984)
- "30 Years To The Day" (2007)

### Singles
- "(Hey You) The Rock Steady Crew" (1983)
- "Uprock" (1984)